# Neope watanabei
Neope watanabei är en fjärilsart som beskrevs av Matsumura 1909. Neope watanabei ingår i släktet Neope och familjen praktfjärilar. Inga underarter finns listade i Catalogue of Life.